# PASSPO☆
PASSPO☆(파스포☆)는 일본의 연예기획사인 플래티넘 패스포트 소속의 여성 아이돌 그룹이다. 2009년부터 활동을 시작했으며, 멤버는 10명으로 시작하여 현재 7명이 활동중이다. 그룹 이름인 파스포는 소속사 이름인 패스포트(Passport;여권)에서 비롯되었으며 블로그 토론으로 결정되었다고 한다.

## 약력
- 2009년 1월 다함께 만드는 아이돌 유닛 프로젝트 시작. 플래티넘 패스포트 소속 19명의 여중고생이 멤버 후보로 소개되었다.
- 2009년 2월 아키하바라 거리에서 멤버 후보들이 티슈를 나눠주면서 홍보 활동을 하였다.
- 2009년 3월 아키하바라의 라이브 인 아카바에서 멤버들이 자신의 장기와 개인기를 선보였으며 이후 후보자는 12명으로 좁혀졌다.
- 2009년 5월 치모토 사쿠라 홀에서 몽골리언 쵸퍼스를 공연했다.
- 2009년 6월 멤버 10명이 결정됨.
- 2009년 11월 17일 morph-tokyo에서 데뷔 무대를 가짐.
- 2011년 5월 3일 메이저 데뷔 싱글 [少女飛行] 발매(레이블은 유니버설 J). 당일 오리콘 데일리 차트 발매 1위를 기록하였다.
- 2011년 5월 16일 메이저 데뷔 싱글 [少女飛行]가 오리콘 위클리 차트 1위를 기록하였다.
- 2011년 12월 30일 사쿠마 카호가 졸업.
- 2015년 1월 1일 오쿠나가 마코토가 졸업.
- 2015년 5월 31일 마키타 사코가 활동 중지.
- 2015년 9월 13일, 새 레이블에서 2016년 2월 재 데뷔 싱글을 발매할 것을 공지.
- 2015년 12월 30일, 마키타 사코가 블로그를 통해 졸업을 발표.
- 2016년 2월 24일 레이블을 유니버셜 J에서 크라운골드 로 이적후, 1탄 싱글 [Mr.Wednesday] 발매
- 2017년 9월 9일, 파스포 원맨라이브 개최 결정.
- 2018년 9월 22일, 나카노 선플라자에서 행해진 라스트 라이브를 기해 그룹 해산.

## 구성원
| 이름            | 소개 |
| --------------- | --- |
| 네기시 아이     | - 이름 : 根岸愛 (Negishi Ai) - 생년월일 : 1992년 9월 27일(32세) - 출생지 : 일본 사이타마현 - 색상 : 흰색 - 포지션 : 리더 - 밴드 편성시 : 키보드 - 활동 기간 : 2009년 11월 ~                |
| 이와무라 나츠미 | - 이름 : 岩村捺未 (Iwamura Natsumi) - 생년월일 : 1991년 7월 29일(33세) - 출생지 : 일본 가나가와현 - 색상 : 주황 - 포지션 : 최연장자 - 밴드 편성시 : 퍼커션 - 활동 기간 : 2009년 11월 ~     |
| 후지모토 유키미 | - 이름 : 藤本有紀美 (Fujimoto Yukimi) - 생년월일 : 1992년 4월 11일(32세) - 출생지 : 일본 도쿄도 - 색상 : 파랑 - 포지션 : 서브리더 - 밴드 편성시 : 머니퓰레이터 - 활동 기간 : 2009년 11월 ~ |
| 안자이 나오미   | - 이름 : 安斉奈緒美 (Anzai Naomi) - 생년월일 : 1992년 4월 16일(32세) - 출생지 : 일본 사이타마현 - 색상 : 빨강 - 밴드 편성시 : 기타 - 활동 기간 : 2009년 11월 ~                             |
| 모리 시오리     | - 이름 : 森詩織 (Mori Shiori) - 생년월일 : 1992년 11월 8일(32세) - 출생지 : 일본 도쿄도 - 색상 : 노랑 - 밴드 편성시 : 보컬 - 활동 기간 : 2009년 11월 ~                                     |
| 마스이 미오     | - 이름 : 増井みお (Masui Mio) - 생년월일 : 1994년 10월 6일(30세) - 출생지 : 일본 도쿄도 - 색상 : 물색 - 밴드 편성시 : 베이스 - 활동 기간 : 2009년 11월 ~                                   |
| 타마이 안나     | - 이름 : 玉井杏奈 (Tamai Anna) - 생년월일 : 1995년 1월 31일(30세) - 출생지 : 일본 도쿄도 - 색상 : 보라 - 밴드 편성시 : 드럼 - 활동 기간 : 2009년 11월 ~                                    |

### 이전 구성원
| 이름            | 소개 |
| --------------- | --- |
| 사쿠마 카호     | - 이름 : 佐久間夏帆 (Sakuma Kaho) - 생년월일 : 1992년 6월 19일(32세) - 출생지 : 일본 후쿠오카현 - 색상 : 초록 - 활동 기간 : 2009년 11월 ~ 2011년 12월                             |
| 오쿠나가 마코토 | - 이름 : 奥仲麻琴 (Okunaka Makoto) - 생년월일 : 1993년 11월 18일(31세) - 출생지 : 일본 사이타마현 - 색상 : 분홍 - 밴드 편성시 : 키보드 - 활동 기간 : 2009년 11월 ~ 2015년 1월 1일 |
| 마키타 사코     | - 이름 : 槙田紗子 (Makita Sako) - 생년월일 : 1993년 11월 10일(31세) - 출생지 : 일본 가나가와현 - 색상 : 연두 - 밴드 편성시 : 기타 - 활동 기간 : 2009년 11월 ~ 2015년 12월 30일    |

## 음반

### 싱글
■ … 10위 이내
■ … 20위 이내
■ … 30위 이내
|        | 타이틀                      | 발매일    | 커플링곡 | 최고 순위 | 등장 횟수 |
| 2011년 |                             |           |          |           |           |
| 1st    | 쇼죠히코                    | 5월 4일   |          | 1위       |           |
| 2nd    | ViVi나츠                    | 8월 24일  |          | 3위       |           |
| 2012년 |                             |           |          |           |           |
| 3rd    | 키미와보쿠오스키니나루      | 3월 7일   |          | 17위      |           |
| 4th    | Next Flight                 | 6월 13일  |          | 11위      |           |
| 5th    | 나츠조라HANABI              | 8월 15일  |          | 17위      |           |
| 6th    | WING                        | 10월 3일  |          | 4위       |           |
| 2013년 |                             |           |          |           |           |
| 7th    | 사쿠라코마치                | 2월 17일  |          | 6위       |           |
| 8th    | STEP&GO/캔디룸              | 5월 22일  |          | 14위      |           |
| 9th    | Truly                       | 6월 26일  |          | 7위       |           |
| 10th   | 모소노하와이                | 7월 31일  |          | 12위      |           |
| 11th   | Growing Up                  | 10월 16일 |          | 9위       |           |
| 2014년 |                             |           |          |           |           |
| 12th   | Perfect Sky                 | 3월 26일  |          | 7위       |           |
| 13th   | 히마와리                    | 8월 20일  |          | 7위       |           |
| 2016년 |                             |           |          |           |           |
| 14th   | Mr.Wednesday                | 2월 24일  |          | 9위       |           |
| 15th   | 바체로렛테와오와라나이      | 7월 27일  |          | 21위      |           |
| 16th   | 기미기미action/라브리후레인 | 11월 23일 |          | 23위      |           |

### 앨범
■ … 10위 이내
■ … 20위 이내
■ … 30위 이내
|        | 타이틀           | 발매일    | 커플링곡 | 최고 순위 | 등장 횟수 |
| 2011년 |                  |           |          |           |           |
| 1st    | CHECK-IN         | 12월 7일  |          | 14위      |           |
| 2012년 |                  |           |          |           |           |
| 2nd    | One World        | 11월 14일 |          | 26위      |           |
| 2013년 |                  |           |          |           |           |
| 3rd    | JEJEJEJET!!      | 11월 14일 |          | 19위      |           |
| 2015년 |                  |           |          |           |           |
| 4th    | Beef or Chicken? | 5월 13일  |          | 5위       |           |
| 2017년 |                  |           |          |           |           |
| 5th    | Cinema Trip      | 2월 15일  |          |           |           |

### 베스트 앨범
|        | 타이틀                                                      | 발매일    | 커플링곡 | 최고 순위 | 등장 횟수 |
| 2013년 |                                                             |           |          |           |           |
| 1st    | 파스포☆베스트1                                              | 3월 27일  |          | 64위      |           |
| 2nd    | 파스포☆베스트2                                              | 3월 27일  |          | 73위      |           |
| 2014년 |                                                             |           |          |           |           |
| 3rd    | TRACKS                                                      | 12월 10일 |          | 9위       |           |
| 2015년 |                                                             |           |          |           |           |
| 4th    | PASSPO☆ COMPLETE BEST ALBUM 'POWER -UNIVERSAL MUSIC YEARS-' | 12월 2일  |          | 168위     |           |
| 5th    | PASSPO☆ COMPLETE BEST ALBUM 'POP -UNIVERSAL MUSIC YEARS-'   | 12월 2일  |          | 175위     |           |

## 활동
- (일본어) PASSPO☆のFree Flight 파스포☆ SHOWROOM 채널 (2014년 5월 8일 ~ , 매주 목요일 19:55 ~ 20:55)
- (일본어) KawaiianTV「PASSPO☆のkawa10（仮）」 (2015년 7월 13일 ~ , 격주 월요일 19:00 ~ 20:00)

- (일본어) PASSPO☆の放課後２２時限目 파스포☆ LoGiRL 방송 (2015년 1월 20일 ~ 2015년 11월 10일, 매주 화요일 22:00 ~ 23:00)